# Jabarrella
Jabarrella  (en aragonais : Xabarrella) est un village de la province de Huesca, situé à environ six kilomètres au sud de la ville de Sabiñánigo, à 720 mètres d'altitude, dans la basse vallée du Guarga. 
Habité au moins depuis la fin du Moyen Âge, Jabarella comptait une quarantaine d'habitants lors du recensement de 1970, mais est complètement abandonné au cours de la décennie suivante. 
L'église du village, en ruines, est dédiée à saint Martin ; elle est aujourd'hui en ruines et son entrée est murée. Le village compte également une tour du XVIe siècle. Le village présente de beaux exemples de cheminée aragonaise.